# My Funny Valentine (альбом)
My Funny Valentine — концертный альбом 1965 года Майлза Дэвиса. Был записан на концерте в Филармоническом зале Линкольн-центра (Нью-Йорк) 12 февраля 1964 года.

## История
Концерт стал частью серии благотворительных проектов, организованных недавно открытым Филармоническим залом (ныне Дэвид-Геффен-холл) нью-йоркского Линкольн-центра совместно с правозащитными организациями NAACP, CORE и SNCC. Дэвис, вопреки мнению своих музыкантов, заявил, что в ту ночь поддерживает регистрацию всех избирателей-чёрных в Миссисипи и Луизиане, кроме того, в интервью Melody Maker он упомянул, что один из концертов был в память о Джоне Кеннеди, убитого в прошлом году. Смерть Кеннеди поразила многих активистов и сторонников Движения за гражданские права чернокожих в США, среди них был и Майлзу, который в 1962 году выразил своё восхищение президентом: «Мне нравятся братья Кеннеди, они прогрессивные люди».
Из концертной записи были собраны два альбома. Быстрые пьесы были выпущены в 1966 году под названием Four & More, в то время как My Funny Valentine состоял из номеров медленных и умеренных темпов. Иэн Карр отметил в своей биографии Дэвиса, что первые были «взяты слишком быстро и сыграны насквозь», в то время как «My Funny Valentine были сыграны[уточнить] с большей глубиной и блеском, чем Майлзу ранее удавалось». Он охарактеризовал альбом как «одну из самых великих записей живого концерта… Игра на альбоме вдохновенна, и Майлз, в частности, достигает огромных высот. Любой, кто хотел получить яркое представление о развитии трубача за предыдущие восемь лет, должен сравнить [более ранние записи „My Funny Valentine“ и „Stella by Starlight“] с версиями на этой записи 1964 года».
Торопливый характер быстрых пьес в эту ночь отчасти объясняется явной значимостью события, связанного с молодыми участниками ритм-секции Дэвиса, для которых этот концерт стал дебютным. Напряжённость только усугублялась их недовольством, когда выяснялось, что за работу не заплатят. Пианист Херби Хэнкок, которому тогда было двадцать три года, позже описал психологическое давление на квинтет:

«Это был мой первый концерт в Филармоническом зале, и это было грандиозно, потому что новый Карнеги-холл и был Филармоническим залом. Просто с позиции престижа я действительно хотел играть хорошо — вся группа хотела играть хорошо, потому что это был первый раз, когда вся группа играла там … хотя Майлз играл в Карнеги-холле раньше … но это был действительно особый концерт. Там играет только Нью-Йоркский филармонический оркестр … и я вам так скажу: было действительно смешно … когда мы шли с концерта, нас переполняло уныние и разочарование. Мы думали, что мы действительно облажались …, но потом мы послушали пластинку — это было потрясающе!»Оригинальный текст (англ.)That was my first time playing at the Philharmonic Hall and that was, like, a big deal, because the new Carnegie Hall was the Philharmonic Hall. Just from the prestige standpoint I really wanted to play good—the whole band really wanted to play good because that was the whole band's first time playing there … although Miles had played at Carnegie Hall before … but it was really a special concert. Only the New York Philharmonic plays there … and I tell you something … it was really funny … when we walked away from that concert, we were all dejected and disappointed. We thought we had really bombed … but then we listened to the record - it sounded fantastic!"— 

## Список треков
| №                   | Название              | Автор(ы)                        | Длительность |
| ------------------- | --------------------- | ------------------------------- | ------------ |
| 1.                  | «My Funny Valentine»  | Richard Rodgers, Lorenz Hart    | 15:03        |
| 2.                  | «All of You»          | Cole Porter                     | 14:57        |
| 3.                  | «Stella by Starlight» | Ned Washington, Victor Young    | 13:01        |
| 4.                  | «All Blues»           | Miles Davis                     | 8:57         |
| 5.                  | «I Thought About You» | Johnny Mercer, Jimmy Van Heusen | 11:14        |
| Общая длительность: | Общая длительность:   | Общая длительность:             | 63:12        |

## Описание треков
«My Funny Valentine» Ричард Роджерс и Лоренс Харт (1937)
В песне персонаж по имени Билли поет о забавной Валентине, как она вызывает улыбку в его сердце, как он не может смотреть на нее без смеха : «Ты так не фотогенична! Но все же ты мое любимое произведение искусства!» В ней Билли высмеивает некоторые из характеристик Валентины, но, в конечном счете, подтверждает, что она заставляет его улыбаться, и не хочет, чтобы она менялась. Композиция впервые попала в чарты в 1945 году в исполнении Хэлла Макинтайра, с вокалом Рута Гейлора.
«Stella by Starlight» Виктор Янг (1944)
Популярная песня Виктора Янга, которая была взята из тематического материала, составленного для титульного трека и музыки к фильму 1944 года компании Paramount Pictures «Незваные» (The Uninvited). Изначально она была инструментальной, без текста. Композиция была передана Неду Вашингтону, который написал текст для нее в 1946 году. В фильме главный герой — Рик (Рэй Милленг) говорит Стелле (Гейл Рассел), что он играет серенаду «К Стелле звездного света». Песня является одним из самых популярных стандартов, занимая 10-е место на сайте jazzstandarts.com.
Гарри Джеймс и его оркестр записали её в мае 1947 года и заняли 21-е место в хит-параде. Два месяца спустя, запись Фрэнка Синатры с Акселем Стордалем и его оркестром также поднялись на 21-ю позицию. Саксофонист Чарли Паркер в сопровождении большого оркестра, включавшего струнные, сделал первую запись песни в январе 1952 года . За ней последовала запись тенор-саксофониста Стэна Гетца в декабре 1952 года. Фортепианная версия Бада Пауэла и исполнение биг-бэнда Стэна Кентона с участием бас-тромбониста Джорджа Робертса. Нэт Кинг Коул записал инструментальную версию для своего альбома 1955 года «The piano style of Nat King Cole»
«All of You» Кол Портер (1954)
Песня была представлена Доном Амечем в бродвейских мюзиклах Silk Stockings и также была показана и записана Фредом Астером, Бобби Дарином, Элой Фицджеральд, Билли Холидей, Тони Мартином и Анитой О’Дей. Джазовый пианист Билл Эванс исполнил песню в своем живом альбоме в 1961 году. Она также была исполнена Маилзом Девисом в 1964 году, Тони Бенетом, Маккой Тайнер и Кейтом Джареттом.
«All Blues» Маилз Девис (1959)
Джазовая композиция Маилза Девиса, впервые появившаяся на влиятельном альбоме 1959 года King of Blue. Отличительной особенностью пьесы является басовая линия, которая повторяется по всей композиции, кроме случаев, когда достигается аккорд 5-й или 4-й пониженной ступени. Текст позже был написан для этой композиции Оскаром Брауном младшим. Обложка была сделана Роном Картером в его альбоме All Blues, который вышел в 1973 году. Песня «Strange feelin» исполненная вокалистом Тимом Баккей в 1968 году на альбоме «Happy sad», имеет сходство с All Blues, включая вокал.
«I Thought About You» Джимми Ван Хьюзен и Джони Мерсер (1939)
Популярная песня 1939 года, написанная Джимми Ван Хьюзеном (пианист) с текстом Джони Мерсера (американский автор текстов, поэт и певец). Эта была одна из трёх совместных работ Ван Хьюзена и Мерсера. Две другие назывались «Голубой дождь» и «Сотвори с поцелуями». I Thought About You была безусловно самой популярной из песен. Текст был вдохновлен поездкой Мерсера в Чикаго. Мерсер сказал о песне: «Я помню тот день, когда мы её написали, он (Ван Хьюзен) сыграл мне мелодию. Я не имел ни малейшего представления, но мне пришлось отправиться в Чикаго в тот вечер. Я участвовал в концерте Бенни Гудмена. Я задумался об этом в поездке, я проснулся, я не мог спать, мелодия пробегала у меня в голове, и именно тогда я написал эту песню, а в поезде поехал в Чикаго».

## Исполнители
- Майлз Девис — труба
- Джордж Коулман[англ.] — тенор-саксофон
- Херби Хэнкок — фортепиано
- Рон Картер — контрабас
- Тони Уильямс — ударные